# Гленвуд (Айова)
Гленвуд (англ. Glenwood) — місто (англ. city) в США, в окрузі Міллс штату Айова. Населення — 5073 особи (2020).

## Географія
Гленвуд розташований за координатами 41°2′41″ пн. ш. 95°44′26″ зх. д. / 41.04472° пн. ш. 95.74056° зх. д. (41.044690, -95.740613).  За даними Бюро перепису населення США в 2010 році місто мало площу 7,66 км², з яких 7,64 км² — суходіл та 0,03 км² — водойми.

## Демографія
Згідно з переписом 2010 року, у місті мешкало 5269 осіб у 1883 домогосподарствах у складі 1243 родин. Густота населення становила 688 осіб/км².  Було 2045 помешкань (267/км²).
Расовий склад населення:
| - 96,8 % — білих - 0,6 % — чорних або афроамериканців - 0,4 % — азіатів - 0,3 % — корінних американців - 0,1 % — вихідців з тихоокеанських островів |

До двох чи більше рас належало 1,1 %. Частка іспаномовних становила 2,7 % від усіх жителів.
За віковим діапазоном населення розподілялося таким чином: 25,8 % — особи молодші 18 років, 60,5 % — особи у віці 18—64 років, 13,7 % — особи у віці 65 років та старші. Медіана віку мешканця становила 38,1 року. На 100 осіб жіночої статі у місті припадало 98,5 чоловіків;  на 100 жінок у віці від 18 років та старших — 94,8 чоловіків також старших 18 років.
Середній дохід на одне домашнє господарство  становив 63 597 доларів США (медіана — 53 229), а середній дохід на одну сім'ю — 76 856 доларів (медіана — 65 424). Медіана доходів становила 43 462 долари для чоловіків та 49 688 доларів для жінок. За межею бідності перебувало 15,3 % осіб, у тому числі 18,6 % дітей у віці до 18 років та 12,5 % осіб у віці 65 років та старших.
Цивільне працевлаштоване населення становило 2456 осіб. Основні галузі зайнятості: освіта, охорона здоров'я та соціальна допомога — 40,9 %, роздрібна торгівля — 13,8 %, публічна адміністрація — 7,0 %, виробництво — 6,6 %.